# STK500
STK500 je označení programovacího protokolu.
Programátor STK500 využívá pro přenos informací virtuální sériovou linku. V dnešní době se používá nejčastěji USB port. Na USB port se přidá převodník FTDI RS232, který z dvoulinkového signálu konektoru USB udělá sériovou linku RS232, přes kterou se poté připojuje. Jako převodník z RS232 na AVR ISP šestipinový kabel, se používá mikroprocesor ATmega8535, do kterého se přes ISP musí nahrát firmware STK500. Nejnovější firmware bývá označován jako STK500v2 a funguje i s AVR Studiem apod.